# 해안로 (동해시)
해안로(Haean-ro)는 강원특별자치도 동해시 송정동 에서 동해시 발한동 사문삼거리을 이어주는 도로이다.

## 주요 경유지
강원특별자치도
- 동해시 (송정동 . 천곡동 . 부곡동 . 발한동)

## 노선
| 이름          | 접속 노선     | 소재지        | 소재지        | 비고          |
| 용정로와 직결 | 용정로와 직결 | 용정로와 직결 | 용정로와 직결 | 용정로와 직결 |
| ------------- | ------------- | ------------- | ------------- | ------------- |
| (이름없음)    | 대동로        | 동해시        | 송정동        |               |
| 소방서삼거리  | 천곡로        | 동해시        | 천곡동        |               |
| 부곡사거리    | 임항로        | 동해시        | 부곡동        |               |
| 묵호역사거리  | 발한로        | 동해시        | 발한동        |               |
| 사문사거리    | 발한로        | 동해시        | 발한동        |               |

## 주요 건물 및 시설
- SK텔레콤 행복충전 삼영엘피지충전소(해안로 17/용정동 31-2)
- E1 동해LPG충전소(해안로 45/용정동 22-9)
- 춘천지방법원 강릉지원 동해시법원(해안로 217/천곡동 822)
- 춘천출입국외국인사무소 동해시출장소(해안로 225/천곡동 821)
- 강원경제자유구역청(해안로 231/천곡동 820)
- 할리스 동해묵호점(해안로 368/평릉동 94-5)
- 파스쿠찌 동해해안도로DT점(해안로 374/평릉동 94-4)
- 묵호역(해안로 520/발한동 210)
- S-OIL 묵호주유소(해안로 595/발한동 331-6)